# Watchmen
Watchmen è una miniserie a fumetti scritta dall'autore britannico Alan Moore e illustrata dal suo connazionale Dave Gibbons. È stata pubblicata in dodici albi mensili dalla statunitense DC Comics tra il 1986 e il 1987 e raccolta in volume unico nel 1987. La prima edizione italiana venne pubblicata come inserto della rivista Corto Maltese della Rizzoli tra il 1988 e il 1990, e nel 1993 seguì l'edizione in volume brossurato. Nel corso degli anni l'opera è stata edita in altre versioni anche da Play Press, Planeta DeAgostini e RW Edizioni, fino alla più recente della Panini Comics.
La serie mette in scena dei personaggi originali in una realtà ucronica esterna all'universo DC. L'opera è ambientata negli Stati Uniti del 1985, un paese in cui i supereroi sono realtà e hanno operato a servizio della legge come avventurieri in costume, prima di essere dichiarati fuorilegge da un decreto amministrativo che prendeva atto del crescente malcontento popolare nei loro confronti. Con il paese sull'orlo di una guerra nucleare contro l'Unione Sovietica, il ritrovamento del cadavere di un ex vigilante mette in moto le indagini dell'ultimo avventuriero in costume rimasto in azione, che ipotizza l'esistenza di un complotto mirato a eliminare i vecchi supereroi ormai ritiratisi.
La particolarità innovativa che differenzia Watchmen dai fumetti di genere che lo hanno preceduto è quella di presentare i supereroi nel loro aspetto umano e quotidiano — con i loro problemi etici e personali — piuttosto che in quello straordinario e avventuroso, "decostruendo" l'archetipo del supereroe convenzionale. A questo si aggiungono un ampio uso di simboli ricorrenti, dialoghi con più livelli interpretativi e metanarrazione. L'opera è considerata un titolo di riferimento del fumetto nordamericano: ha introdotto approcci e linguaggi nuovi, oltre a temi più maturi rispetto alla maggior parte delle storie a fumetti tradizionali pubblicate fino ad allora. Il successo di critica e pubblico di cui godette contribuì a diffondere il genere del romanzo a fumetti e ad aumentare la considerazione del valore dei fumetti come forma d'arte. Tra i numerosi riconoscimenti ottenuti, Watchmen è a oggi l'unico fumetto ad aver vinto un premio Hugo e a essere inserito nella lista di Time dei cento migliori romanzi in lingua inglese dal 1923 a oggi.
Dopo un numero di tentativi infruttuosi di trasporre il fumetto in un film cinematografico, nel 2009 uscì il lungometraggio Watchmen del regista Zack Snyder. Nello stesso anno fu pubblicato il videogioco Watchmen: The End is Nigh per coincidere con l'uscita del film. Nel 2012 la DC Comics iniziò la pubblicazione di Before Watchmen, una serie a fumetti prequel di Watchmen realizzata senza il coinvolgimento di Moore e Gibbons. Nel 2019 è uscita una miniserie televisiva ideata da Damon Lindelof e prodotta da HBO, sequel standalone del fumetto originale, vincitrice di 11 Premi Emmy.

## Storia

### Ambientazione
Le vicende di Watchmen sono ambientate in una realtà alternativa molto simile a quella del mondo reale, in un 1985 in cui Stati Uniti e Unione Sovietica sono in piena guerra fredda e sull'orlo di una guerra nucleare. La principale differenza con il mondo reale è la presenza di supereroi nella società, che hanno influenzato e comportato un diverso epilogo per alcuni avvenimenti storici, come la vittoria degli Stati Uniti nella guerra del Vietnam o l'elezione del presidente Richard Nixon per ben cinque mandati. Sebbene questi "avventurieri in costume" vengano identificati come "supereroi", l'unico personaggio che possiede effettivi poteri soprannaturali è il Dottor Manhattan, la cui esistenza ha dato agli Stati Uniti un decisivo vantaggio strategico sull'Unione Sovietica e ha inasprito i rapporti tra le due nazioni e la corsa agli armamenti. Col tempo però i vigilanti sono diventati sempre meno popolari tra il pubblico e la polizia, fino all'approvazione, nel 1977, del decreto Keene che li ha messi al bando. Mentre molti dei supereroi si sono ritirati dalle scene, il Dottor Manhattan e il Comico hanno accettato di operare come agenti governativi, e Rorschach, restio al cambiamento e ai compromessi, ha iniziato a vivere al di fuori della legge.

### Trama
Nell'ottobre del 1985 la polizia newyorkese sta investigando sulla morte di Edward Blake. Venuto a sapere della cosa, Rorschach, l'ultimo misterioso avventuriero in costume ancora in attività, inizia a svolgere delle indagini in modo autonomo e scopre che Blake era in realtà un suo conoscente: l'eroe mascherato chiamato il Comico, uno dei due avventurieri in costume che avevano accettato di mettersi al servizio del governo. Sospettando che la morte di Blake sia parte di un complotto più grande finalizzato all'eliminazione degli eroi in costume, Rorschach decide di mettere in guardia gli altri ex avventurieri suoi conoscenti: il suo ex partner Daniel Dreiberg (il secondo Gufo Notturno), l'altro supereroe protetto dal governo Jon Osterman (il Dottor Manhattan), la compagna di questi Laurie Juspeczyk (la seconda Spettro di Seta) e Adrian Veidt (Ozymandias), da tutti considerato l'uomo più intelligente del mondo e capo di un impero commerciale da lui creato dal nulla dopo essersi ritirato dalla vita avventurosa nel 1975.
I sospetti del vigilante sembrano concretizzarsi quando, dopo la morte dell'ex supercattivo Moloch, Rorschach viene accusato dalla polizia del crimine e condotto al penitenziario di Sing Sing; Adrian Veidt è oggetto di un tentativo di assassinio da parte di uno sconosciuto, dal quale riesce però a salvarsi grazie alle sue capacità di ex avventuriero; e l'onnipotente Dottor Manhattan si ritrova al centro di un'aspra contestazione popolare e mediatica originata dalla pubblicazione di una serie di prove che dimostrerebbero come alcuni suoi colleghi di lavoro abbiano contratto un tumore a causa della sua vicinanza. Questa crisi nella sfera pubblica si aggiunge a un'altra privata covata da lungo tempo: da quando è divenuto un essere sovrumano, Osterman mostra sempre maggiori difficoltà a relazionarsi con le altre persone. La crisi sentimentale con Laurie Juspeczyk, che si sente trascurata, lo porta quindi a prendere coscienza della sua estraneità alla società umana e ad auto-esiliarsi su Marte. La sua partenza fa di colpo venire meno la supremazia militare degli Stati Uniti, scatenando l'opportunismo dell'Unione Sovietica che subito invade l'Afghanistan; la tensione globale si aggrava così ulteriormente e Nixon si vede costretto a considerare l'eventualità di ricorrere a rappresaglie nucleari.
Lasciato Osterman, Laurie trova alloggio e conforto presso l'amico Daniel, segretamente innamorato di lei. I due avviano una relazione e, in preda al desiderio d'avventura, riesumano i loro vecchi costumi da vigilanti. Daniel confida a Laurie di cominciare a credere alla teoria di Rorschach secondo cui qualcuno, da qualche parte, sta cercando di eliminare i vecchi avventurieri in costume e insiste per andare a liberarlo dal carcere. Il Dottor Manhattan, intanto, ritorna sulla Terra per prendere Laurie e portarla con sé su Marte: grazie ai suoi poteri infatti ha visto che nel futuro dovrà tenere un'importante conversazione con la ragazza che lo pregherà, riuscendoci, di tornare definitivamente e salvare l'umanità dal disastro atomico imminente. Durante la loro discussione Laurie è costretta ad accettare il fatto che l'odiato Blake, che aveva in passato cercato di violentare sua madre (la prima Spettro di Seta), è in realtà il suo padre biologico, in seguito a un secondo rapporto consensuale tra i due. Questa scoperta, che rivela la complessità delle relazioni umane, riaccende l'interesse del Dottor Manhattan per l'umanità.
Nel frattempo, il ritrovato duo Rorschach-Gufo Notturno continua a indagare sul complotto contro gli avventurieri in costume, ma ogni pista non fa che aumentare i loro sospetti sullo stesso Veidt, prospettando ai due l'angosciante ipotesi che tutti gli avvenimenti che hanno coinvolto i membri del loro vecchio gruppo siano stati orchestrati proprio dal loro ex compagno. Rorschach scrive i suoi sospetti su Veidt nel proprio diario, in cui aveva annotato tutte le sue indagini, e lo spedisce a The New Frontiersman, una rivista di estrema destra che leggeva spesso, poi insieme a Daniel parte alla volta di Karnak, la fortezza di Veidt in Antartide. Qui Veidt rivela che il suo piano per salvare l'umanità dall'imminente guerra nucleare consiste nel simulare una falsa invasione aliena a New York, sperando che la comparsa di un unico nemico comune faccia coalizzare le varie fazioni mondiali a difesa del pianeta. Per ottenere ciò ha fatto costruire dai più grandi scienziati mondiali, impiegati in segreto su un'isola sconosciuta, un immenso mostro biomeccanico che, teletrasportato al centro di New York ha generato un'enorme onda d'urto che ha sterminato metà della popolazione della città e ha condotto alla pazzia molti dei sopravvissuti. Egli rivela inoltre di aver ucciso il Comico, che aveva scoperto per caso l'isola dove venivano compiuti gli esperimenti; di aver messo in piedi lo scandalo dei colleghi morti di cancro per costringere il Dottor Manhattan, l'unico che avrebbe potuto fermarlo, a lasciare il pianeta; di aver incastrato Rorschach per l'assassinio di Moloch; e di aver inscenato l'attentato alla sua vita per mettersi al di sopra di ogni sospetto.
Quando Laurie e il Dottor Manhattan si teletrasportano a New York da Marte, trovano la città ormai devastata e, seguendo il segnale da cui veniva controllata la creatura, giungono a Karnak. Veidt mostra quindi loro i notiziari che confermano la cessazione delle ostilità globali e la cooperazione contro la minaccia extraterrestre. Seppur inorriditi dal piano di Veidt, i vigilanti accettano di mantenere il silenzio per far perdurare lo stato di pace; Rorschach, invece, si prepara a fare ritorno negli Stati Uniti per rivelare tutta la verità sull'accaduto. Quando Jon prova a dissuaderlo egli gli fa capire che non riuscirà mai a scendere a compromessi e che per questo è meglio che muoia; il Dottor Manhattan, quindi, obbedisce alla richiesta dell'amico, e lo vaporizza. Lasciando Veidt col dubbio di aver fatto la cosa giusta, il Dottor Manhattan lascia la Terra per sempre, mentre Daniel e Laurie assumono nuove identità e continuano la loro relazione. A New York il caporedattore di The New Frontiersman si lamenta di dover redigere un articolo sull'Unione Sovietica a causa del nuovo clima politico e incarica uno dei suoi assistenti di cercare nell'archivio un po' di materiale riempitivo. La serie si conclude con l'uomo che allunga il braccio verso una pila di fogli sulla cui sommità poggia il diario di Rorschach.

## Personaggi

I personaggi principali di Watchmen. Dietro a tutti: il Dottor Manhattan. Da sinistra a destra Ozymandias, il Comico, Spettro di Seta II e il Gufo Notturno II. In primo piano: Rorschach. In alto, sullo sfondo: Archie, il veicolo volante di Gufo notturno.

Alan Moore aveva inizialmente pensato di strutturare la storia attorno a dei personaggi in disuso, che avrebbe potuto reinterpretare in chiave drammatica, e, dato che la DC Comics aveva di recente acquisito i diritti per alcuni personaggi della Charlton Comics, pensò di sfruttarli. Quando però gli venne negato il loro utilizzo, l'autore decise, insieme all'illustratore Dave Gibbons, di ispirarsi ad essi per svilupparne di nuovi, potendo godere di una maggiore libertà creativa nel ricalcare le figure preesistenti e sperimentare nuove formule. L'intento che Moore desiderava raggiungere con la sua opera era mostrare quattro o cinque "modi radicalmente opposti" di percepire e rapportarsi al mondo, dando ai lettori la possibilità di determinare quale fosse quello moralmente più coerente. Rigettando la pratica di tediare i lettori con del "trito moralismo", l'autore cercò invece di mostrare i supereroi sotto una luce ambigua: «Quello che volevamo fare era mostrare ogni cosa di queste persone, verruche e tutto. Dimostrare che anche il peggiore di loro possiede delle qualità o il migliore i suoi vizi».
Rorschach, alias Walter Joseph Kovacs, è un vigilante che indossa una maschera bianca con delle macchie di inchiostro nero sempre cangianti. Il suo personaggio è basato sulle creazioni di Steve Ditko: Mr. A e Question. La sua filosofia di vita è stata riassunta dallo storico del fumetto Bradford W. Wright come «un insieme di valori in bianco e nero che assumono diverse forme ma che non si mischiano mai a formare scale di grigi, come le macchie del test da cui prende il nome». Rorschach vede l'esistenza come casuale, ma ha un forte senso etico, che gli impedisce di scendere a compromessi e lo rende inflessibile nei confronti del crimine. A causa del suo carattere burbero e del suo personale senso di giustizia è stato l'unico degli avventurieri in costume a non adattarsi alla messa al bando dei supereroi e si è ritirato a vivere al di fuori dell'ordine costituito Moore rivelò che non aveva previsto la morte di Rorschach fino al quarto numero, quando si rese conto che il suo rifiuto di scendere a compromessi avrebbe comportato la sua fine. Il personaggio era stato concepito per essere un «avvertimento sui possibili esiti di una mentalità da vigilante. Ma molti lettori ritennero — contrariamente alle intenzioni di Moore — che la sua inflessibilità spietata e psicotica fosse la sua caratteristica più accattivante».
Gufo Notturno II (Nite-Owl II), alias Daniel Dreiberg, è un vigilante ritiratosi dalle scene che usa dei gadget a tema gufo. È basato su Blue Beetle II e, come il personaggio della Charlton aveva un predecessore, così Moore incorporò nella storia un avventuriero più vecchio che usava il nome di Gufo Notturno prima di Daniel: il supereroe in pensione Hollis Mason. Richard Reynolds sottolineò che, nonostante le origini Charlton del personaggio, il modus operandi di Gufo Notturno era più simile a quello di Batman, mentre a detta di Klock, il suo aspetto civile è reminescente di un «Clark Kent impotente e di mezza età».
Spettro di Seta II (Silk Spectre II), alias Laurie Juspeczyk, è la figlia di Sally Jupiter — la prima Spettro di Seta con cui ha un rapporto piuttosto teso — e del Comico. Di origine polacca, è stata per anni l'amante del Dottor Manhattan. Il suo personaggio deriva per la maggior parte da Nightshade, ma Moore non era soddisfatto dall'eroina della Charlton e attinse anche a due dei suoi personaggi femminili preferiti: Black Canary e Phantom Lady.
Dottor Manhattan (Doctor Manhattan), alias Jon Osterman, è un essere dai poteri soprannaturali e uno dei due ex avventurieri in costume a passare al servizio del governo. Come scienziato, Jon Osterman ottenne il controllo sulla materia nel 1959 quando rimase accidentalmente rinchiuso nella stanza dove si stava svolgendo un esperimento sul campo intrinseco. Il suo personaggio venne basato su Capitan Atom, tuttavia Moore riteneva di poter fare di più con Manhattan e renderlo una «sorta di supereroe quantistico». A differenza di altri supereroi, che mancano di approfondimento scientifico sulle loro origini, Moore cercò di incorporare elementi di fisica nucleare e quantistica nella sua creazione. L'autore riteneva che un essere che viveva in una dimensione quantistica non avrebbe percepito il tempo o la realtà in modo lineare, cosa che avrebbe influenzato la sua comprensione dell'esistenza umana. Al tempo stesso però Moore voleva evitare di creare un personaggio privo di emozioni come Spock di Star Trek, così fece mantenere al Dottor Manhattan abitudini umane e lo fece allontanare dall'umanità gradualmente. Il colore blu è tratto da un precedente personaggio di Gibbon, Rogue Trooper, proposta che trovò d'accordo anche Moore dal momento che lo rendeva unico nella tavolozza dei colori della serie. Moore era insicuro se la DC avrebbe dato loro il permesso di rappresentare il personaggio completamente nudo, dubbio che influenzò il modo in cui raffigurarono il Dottor Manhattan; Gibbons fu però cauto nel mostrare la sua nudità, attenuando i genitali — come in una statua classica — in modo che i lettori non la notassero subito e non la trovassero inopportuna.
Il Comico (The Comedian), alias Edward Blake, è un vigilante che faceva parte del gruppo dei Minutemen e rifiuta per primo di associarsi agli Acchiappa-Crimini, per poi diventare un agente governativo al passaggio del decreto Keene. La sua morte mette in moto gli eventi narrati in Watchmen. È ispirato a Peacemaker, con elementi di Nick Fury e del patriottismo di Capitan America. Richard Reynolds lo ha descritto come «spietato, cinico e nichilista, ma allo stesso tempo capace di una maggior comprensione rispetto agli altri del ruolo di eroe mascherato». Dopo aver tentato di violentare la prima Spettro di Seta, ebbe alcuni anni dopo un rapporto consensuale con essa da cui nacque Laurie.
Ozymandias, alias Adrian Veidt. Ispirandosi alle gesta di Alessandro Magno e grazie a un ferreo allenamento, Veidt creò il vigilante Ozymandias (nome greco del faraone Ramses II), ma si ritirò dalla lotta al crimine per dedicarsi alla gestione del suo impero economico. Considerato da molti l'uomo più intelligente del mondo, Moore trasse ispirazione per Veidt da Thunderbolt, perché lo affascinava l'idea di un personaggio che «usa[va] il 100% del suo cervello» e «[aveva] il pieno controllo fisico e mentale». Nel prendere iniziativa per aiutare il mondo, Veidt mostra dei tratti tipicamente da cattivo delle storie supereroistiche e in un certo senso è il "cattivo" della serie. Gibbons a proposito ha commentato: «Uno dei suoi abbagli più grandi [è] guardare dall'alto in basso il resto dell'umanità, sdegnando il resto dell'umanità».

## Genesi dell'opera e realizzazione
(Alan Moore a proposito dell'ispirazione per Watchmen)
Nel 1985 lo scrittore Alan Moore stava considerando l'ipotesi di scrivere una storia con un gruppo di supereroi in disuso che avrebbe potuto rinnovare, come aveva fatto pochi anni prima con il personaggio di Miracleman. Egli riteneva che i Mighty Crusader della MLJ Comics sarebbero potuti essere disponibili per un simile progetto e delineò così un giallo che si sarebbe aperto con il ritrovamento del cadavere di Shield al porto. Infine Moore si convinse che non importava quale gruppo di supereroi avrebbe utilizzato, fintanto che avessero mostrato il loro lato più intimo e i lettori fossero stati in grado di identificarsi con loro, in modo che la scoperta della loro vera natura avrebbe generato "shock e sorpresa". Moore utilizzò questa premessa per abbozzare una proposta intitolata Who Killed the Peacemaker, che utilizzava l'omonimo gruppo supereroistico della Charlton Comics recentemente acquisito dalla DC Comics, e la presentò al curatore editoriale DC Comics Dick Giordano; egli apprezzò il progetto, ma fu contrario all'idea di utilizzare i personaggi della Charlton per paura che — a detta di Moore — «i loro preziosi personaggi sarebbero finiti uccisi o inutilizzabili». Giordano persuase invece l'autore a continuare con supereroi nuovi. Inizialmente Moore temeva che dei personaggi inediti non avrebbero trasmesso ai lettori lo stesso coinvolgimento e le stesse emozioni, ma infine cambiò idea: «capì che se avessi scritto i personaggi sostitutivi in modo accettabile, così che sarebbero apparsi per certi versi familiari, alcuni loro aspetti avrebbero suscitato una specie di eco supereroistica o di familiarità al lettore, allora avrebbe potuto funzionare»; senza contare che avrebbe goduto di maggior libertà creativa.
L'artista britannico Dave Gibbons, che aveva collaborato con Moore a un paio di progetti, era da tempo interessato a lavorare con il connazionale a una serie per la DC, così, quando apprese che Moore stava scrivendo una proposta per una nuova miniserie, lo contattò immediatamente per chiedergli di essere coinvolto nel progetto. Presa visione del soggetto, Gibbons chiese a Giordano di poter illustrare la serie e ottenne l'approvazione sia del curatore sia di Moore. Gibbons ingaggiò John Higgins come colorista perché ammirava il suo stile "inusuale"; poiché i due vivevano nelle vicinanze, poterono discutere e incontrarsi di persona invece che spedirsi il materiale attraverso l'oceano. Len Wein entrò nel progetto come curatore, mentre Giordano supervisionò il tutto, anche se, a causa della grande esperienza e bravura degli artisti coinvolti, preferirono tenersi il più possibile fuori dal processo creativo.
Dopo aver ricevuto il via libera, Moore e Gibbons passarono un giorno a casa di quest'ultimo a creare personaggi, sviluppare dettagli per lo scenario della storia e discutere insieme delle loro influenze. Essi concepirono quindi una storia che avrebbe dovuto portare «i familiari supereroi vecchio stile in una realtà completamente nuova»; Moore in particolare aveva l'obiettivo ambizioso di scrivere qualcosa che risultasse «un Moby Dick dei supereroi; qualcosa che avesse quello stesso tipo di peso, quella stessa densità». L'autore ideò i nomi e le descrizioni dei personaggi, ma lasciò i dettagli del loro aspetto fisico a Gibbons. Il disegnatore trascorse quindi «due o tre settimane a fare schizzi» e infine si decise per un design che fosse facile da replicare.
Moore iniziò a scrivere la serie con buon anticipo, sperando di evitare ritardi di pubblicazione come si erano avuti per la miniserie DC Camelot 3000. Nello scrivere la sceneggiatura per il primo numero, egli si rese conto di avere materiale sufficiente per realizzarne solamente altri cinque, così, di comune accordo con Gibbons, decise di alternare ai «numeri più legati alla trama generale, numeri che approfondissero le origini dei personaggi principali». Moore scrisse delle sceneggiature molto dettagliate per il successivo lavoro di Gibbons; lo script per il primo numero, ad esempio, era composto da «101 pagine scritte in modo molto fitto senza spazi tra le singole vignette o addirittura tra le pagine». Gibbons fu costretto a numerare ogni pagina per evitare di confonderle e di mischiarle, e dovette effettuare diversi tentativi e riorganizzazioni prima di poter effettivamente passare all'inchiostratura delle tavole. Nonostante le precise istruzioni di Moore, le sue descrizioni si concludevano spesso con la nota: «Se questa soluzione non ti sembra funzionare fai quello che ti appare migliore»; Gibbon tuttavia si attenne scrupolosamente alle istruzioni del collega. In effetti l'illustratore suggerì un unico cambiamento allo script: una momentanea interruzione alla narrazione di Ozymandias per difendersi da un attacco alle spalle di Rorschach, dal momento che aveva avuto l'impressione che il monologo fosse troppo lungo in relazione alla quantità di azione; suggerimento che Moore applicò prontamente nella riscrittura della scena. Durante il processo creativo, Gibbons ebbe molta autonomia nello sviluppare il look visivo di Watchmen e inserì dettagli che lo stesso Moore ha poi ammesso di non aver notato se non successivamente. Di tanto in tanto Moore contattò il collega fumettista Neil Gaiman per dubbi e consigli su citazioni da inserire negli albi.
Nonostante le sue intenzioni iniziali, Moore ammise nel novembre 1986 che ci sarebbero stati dei ritardi nella pubblicazione, considerando che, con il quinto numero già pubblicato, egli era ancora alle prese con la stesura del nono. Gibbons imputò le cause del ritardo al modo frammentario con cui — a partire dal quarto numero — riceveva le sceneggiature da Moore, che li portò a lavorare «solo poche pagine alla volta». Quando iniziarono a essere corti per le scadenze, Moore ingaggiò un autista per consegnare i manoscritti a Gibbons con maggior celerità, mentre l'illustratore si fece addirittura aiutare dalla moglie e dal figlio per suddividere le tavole in vignette e risparmiare così tempo. Verso la conclusione dell'opera, Moore si rese conto che la storia presentava delle somiglianze con The Architects of Fear, un episodio della serie televisiva The Outer Limits. Nonostante le pressioni di Wein affinché modificasse il finale, l'autore continuò per la sua strada e tributò la puntata della serie TV menzionandola nell'ultimo numero della serie.

## Stile e composizione
(Dave Gibbons)
Moore e Gibbons concepirono Watchmen per esaltare i tratti distintivi del mezzo fumettistico e sottolineare i suoi punti di forza nelle aree «dove nessun altro medium è in grado di operare». La storia in particolare fu pensata per essere letta "quattro o cinque volte", con alcune allusioni e collegamenti che si sarebbero colti soli dopo diverse riletture. I trascorsi da agrimensore di Gibbons gli permisero infatti di «inserire una quantità incredibile di dettaglio in ogni singola vignetta», considerando il fatto che — a differenza di un film — i lettori avrebbero potuto scorrere la storia al proprio ritmo e prendersi il tempo per esaminare nel dettaglio le tavole. Mentre Moore era più «preoccupato con le implicazioni sociali della [presenza di supereroi]», Gibbons si dedicò a quelle tecniche e tecnologiche; poté quindi approfittare della realtà alternativa della storia per cambiare dei dettagli del panorama statunitense, come l'aggiunta di auto elettriche, edifici dall'architettura leggermente differente e colonnine elettriche al posto degli idranti così «da dare alla platea statunitense la possibilità di vedere la propria cultura con gli occhi di un estraneo».
Gibbons annotò tra i suoi ispiratori per lo stile dell'opera Norman Rockwell, Jack Kirby, Wally Wood e Harvey Kurtzman, oltre ai primi numeri di The Amazing Spider-Man di Steve Ditko e le serie del Dottor Strange, pur reinterpretati per dare a Watchmen il suo stile peculiare. Il look visivo venne modellato in modo tale che ogni pagina fosse identificabile come parte di quella specifica serie e non di "qualche altro fumetto". L'artista adottò un tratto deciso utilizzando un «pennino rigido che non permetteva grande modulazione in termini di spesso o sottile», che, sperava, avrebbe «differenziato l'opera dalle solite serie fumettistiche fluide e seducenti». In Watchmen, Gibbons ha slegato il proprio disegno dalle convenzioni fumettistiche del suo tempo, sviluppando uno stile di presentazione dei dialoghi con inquadrature che spesso non sono centrate sui personaggi principali, ma anzi li relegano quasi sullo sfondo per concentrarsi sull'ambiente circostante o su un suo dettaglio. Altre scelte inconvenzionali furono l'assenza degli effetti sonori onomatopeici e la riduzione al minimo delle linee di moto, limitandole a piccole azioni ed eliminandole del tutto nelle scene drammatiche come quelle di lotta. Al contrario, per rendere l'idea del movimento dei personaggi Gibbons si affidò «alla postura e al sangue», di fatto «aumentando la sensazione di realismo e limitando la voce dell'autore».
Seppur Moore dichiarò di aver sempre ammirato i lavori del colorista John Higgins, «lo associava sempre all'utilizzo dell'aerografo», che non prediligeva; Higgins propose quindi di colorare Watchmen in uno stile europeo con tinte uniformi e adottò una paletta basata su colori primari, richiamando così lo stile della Golden Age. L'artista riservò particolare attenzione a variare la colorazione in base all'illuminazione delle varie scene, «così da generare un maggior impatto emozionale e atmosfera rispetto all'utilizzo della stessa tonalità per tutta la storia». Moore apprezzò particolarmente il lavoro di Higgins sul sesto numero, che si apriva con tonalità "calde e allegre" per poi diventare via via più scuro e dare alla storia un look cupo e tetro.

### Struttura
Watchmen è articolato in 12 capitoli, originariamente pubblicati in albi separati. Le copertine dei singoli volumi raffigurano un primo piano di un singolo dettaglio senza elementi umani presenti e costituiscono al tempo stesso la prima tavola della storia e l'ultima, così che quello che sembra «reale nel mondo reale muti un istante dopo in fumetto, un portale per un'altra dimensione». Nelle edizioni uniche queste immagini costituiscono la prima e l'ultima vignetta di ciascun capitolo. La funzione del titolo e dell'intestazione degli episodi è invece svolta da una versione breve di un'epigrafe tratta dalla letteratura classica o da quella pop, citazione che viene poi presentata in forma completa alla fine del capitolo stesso così da riassumere gli eventi in esso narrati. Per far risaltare ancor di più la citazione, Moore scriveva la sceneggiatura dell'episodio solo dopo aver deciso quale frase utilizzare, così da inserire nel testo dei rimandi a essa.
Ogni tavola è strutturata in una rigida griglia di tre per tre vignette spesso unite e allargate — anche fino a riempire l'intera pagina — a volte ristrette, ma sempre rettangolari, con le illustrazioni che non escono mai fuori dai margini. Gibbons si orientò su questo schema per diverse ragioni: gli trasmetteva un senso di "autorità"; la storia e la simbologia del racconto erano già complesse di loro e aggiungere un altro elemento di complessità avrebbe squilibrato il tutto; e uno schema prevedibile aveva il vantaggio di diventare quasi invisibile col tempo, facendo scomparire la mano dell'artista e lasciando ai lettori l'illusione di leggere un prodotto non artefatto. Moore accettò di buon grado la proposta dell'artista, che, grazie a uno schema predefinito, «gli dava un livello di controllo sulla narrazione di cui non aveva mai goduto prima» e gli permetteva di variare «il ritmo e l'impatto visivo per ottenere effetti drammatici» più efficaci. In qualche occasione il duo sperimentò con il layout degli episodi. Il quinto numero, ad esempio, intitolato Agghiacciante Simmetria (Fearful Symmetry), fu strutturato in modo che l'ultima pagina fosse speculare alla prima in termini di disposizione delle vignette, la penultima alla seconda e così via fino alla doppia tavola centrale che aveva uno sviluppo simmetrico.
Con 28 pagine di storia per ogni numero e 36 pagine totali per albo, i realizzatori si ritrovarono con alcuni fogli extra da dover riempire. Convinti che nessun inserzionista avrebbe accettato di pubblicare annunci su un'opera così sperimentale, pensarono inizialmente di dedicarli all'angolo della posta, ma insorse il problema che non vi sarebbe stato materiale per i primi due numeri mentre i lettori che avessero spedito le loro lettere negli ultimi quattro mesi di pubblicazione non avrebbero trovato spazio perché la produzione degli albi sarebbe già stata completata. Wein suggerì allora di inserire una serie di documenti fittizi, presentati come se fossero stati estratti dai media del mondo di Watchmen così da darne un quadro più completo e articolato, e la proposta piacque perché rendeva il fumetto «meno simile a un fumetto». In questo modo Moore poté approfondire il contesto della storia e la psicologia dei suoi personaggi: ad esempio, col documento intitolato Sotto la Maschera (Under the Hood), la biografia di Hollis Mason, il primo Gufo Notturno ormai ritiratosi, si può comprendere meglio la cronologia degli eventi e i cambiamenti avvenuti nell'opinione pubblica nei confronti degli avventurieri in costume; mentre il rapporto della polizia sull'arresto di Rorschach e il suo profilo psichiatrico, permettono di svelare dettagli personali della sua vita privata e come venga visto dalle persone con cui entra in contatto.

### Simbolismo

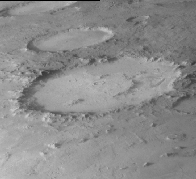
Lo smiley è il simbolo più ricorrente all'interno dell'opera, presente sia sotto forma di spilletta gialla, quella indossata dal Comico, sia in altri contesti sotto forma di velate allusioni, come ad esempio nella rappresentazione del cratere Galle sul pianeta Marte.

L'opera presenta una gran varietà di collegamenti interni, dettagli di fondo e livelli di lettura, con la presenza di «singole immagini che legano insieme l'intero fumetto». Moore ha citato l'arte di William S. Burroughs come una delle maggiori influenze per Watchmen, in particolare l'«uso ripetuto di simboli che si caricavano di significati» nella striscia a fumetti Ah Pook Is Here.
Uno smiley macchiato di sangue è l'immagine più ricorrente e viene mostrata sia esplicitamente — in foggia della spilla indossata dal Comico, della faccia di quest'ultimo quando viene sfregiata da una donna vietnamita, di una maglietta macchiata con del ketchup — sia solo suggerita: nella vecchia foto di Jon Osterman e Janey Slater al luna park, la si può notare sullo sfondo creata da un pallone e dal suo cordoncino insieme a una torre e un tratto di montagne russe; dal cratere Galle sulla superficie di Marte, in cui si distrugge il veicolo del Dottor Manhattan; da una presa elettrica con del sangue versato; nelle strade di New York dalla luna e dagli edifici, poco prima del teletrasporto del mostro. Il critico Thierry Groensteen ha descritto il simbolo come un motivo ricorrente che produce "rimandi straordinari" comparendo in segmenti chiave di Watchmen, tra cui la prima e l'ultima pagina della serie: macchiato dal sangue del Comico nel primo caso e dalla salsa di un hamburger nel secondo. Gibbons introdusse la spilla sorridente come elemento per "alleggerire" l'aspetto del costume del Comico, aggiungendo in seguito una macchia di sangue per implicare la sua morte. Da queste semplici premesse, lo smiley insanguinato finì per diventare agli occhi degli autori «un simbolo per l'intera serie». Moore dichiarò di essersi ispirato ai test psicologici comportamentali, mirati a «trovare la più semplice astrazione che portasse un bambino a sorridere». Prendendo questo «simbolo di totale innocenza» e aggiungendo la chiazza di sangue sopra all'occhio, il significato dell'immagine fu alterato di qualcosa di "radicale" e sufficientemente semplice per la copertina del primo numero, che fissò poi lo standard per tutti i volumi successivi.
Sono molti i riferimenti agli orologi e al tempo in generale, che simboleggiano l'inesorabile avanzata dell'umanità verso la distruzione. Tra i tanti esempi: Jon Osterman inizialmente viene educato a essere un orologiaio; l'orologio di Janey Slater causa indirettamente a Osterman l'incidente nella camera blindata facendolo divenire Dottor Manhattan; i molti orologi che mostrano le 11:25 poco prima del teletrasporto dell'alieno; l'orologio distrutto sulla copertina del magazine Time. Lo stesso spruzzo di sangue sullo smiley è volutamente tracciato a un angolo che ricorda l'orologio dell'apocalisse che si avvicina alla mezzanotte, oggetto che viene menzionato direttamente nell'opera, in un giornale sulla scrivania di Adrian Veidt che annuncia il posizionamento dell'orologio a "cinque minuti dalla mezzanotte".
Anche la vicenda del nodo gordiano è citata molto spesso, direttamente o indirettamente: Adrian Veidt ne fa spesso menzione quando si paragona ad Alessandro Magno, ne è affascinato a tal punto da appendere a una delle pareti della sua fortezza un quadro raffigurante tale episodio. Le serrature che Dan Dreiberg è costretto a sostituire alla porta di casa sua sono della marca Gordian Knot Lock; su Marte, il Dottor Manhattan e Laurie Juspeczyk si spostano sul Nodus Gordii; la banda delinquenziale giovanile, i cui membri portano i capelli annodati dietro la nuca, prende il nome de I nodi; uno dei giornali esposti nell'edicola s'intitola Knots (nodi); infine, il libro che la tassista Joey riceve in regalo dalla sua ex compagna è Nodi di Ronald Laing.
Non ogni collegamento fu però intenzionale: «Moore ammise che l'opera contiene materiale messo lì da [Gibbons] che anche [lui] notò solo alla sesta o settima rilettura», mentre altri simboli, immagini e allusioni emersero in modo autonomo o "per sbaglio". Fu ad esempio il caso della presa di corrente sulla colonnina elettrica, che con i suoi due fori e il tratto più marcato sul bordo ricurvo inferiore riproduceva involontariamente la forma dello smiley, o della scoperta del tutto casuale dell'esistenza del cratere Galle, dalla peculiare forma di faccia sorridente, mentre Gibbons era intento a documentarsi a proposito del Pianeta rosso. «Trovammo che molte di queste cose — disse Moore — prendevano a generarsi da sole come per magia».

### I Racconti del Vascello Nero
(Alan Moore)
Watchmen include una storia nella storia intitolata I Racconti del Vascello Nero (Tales of the Black Freighter), un fumetto fittizio letto da un giovane di New York, le cui pagine compaiono nei numeri tre, cinque, dieci e undici della serie. In esso sono narrati i disperati tentativi di un naufrago di ritornare alla propria casa per avvertire i suoi cari dell'imminente arrivo del Vascello Nero, una nave fantasma pirata la cui ciurma è composta da morti sanguinari. Quando il naufrago, dopo essere stato costretto dall'impellenza della sua missione a costruire una zattera legando insieme dei tronchi e i cadaveri dei suoi ex compagni di viaggio e a fronteggiare un attacco di un branco di squali, giunge infine al suo villaggio, è convinto di trovare la città già in mano ai pirati. Uccide quindi una coppietta e la propria moglie, scambiandoli, al buio, per dei pirati. Dopo essersi reso conto di quello che la paranoia lo ha portato a fare, ritorna alla spiaggia dove scopre che il Vascello Nero non è venuto a saccheggiare la città ma a prendere lui. Comincia quindi a nuotare verso la nave per chiedere di essere preso a bordo.
Quando Moore e Gibbons si trovarono a dover decidere il tema di questo meta-fumetto, rifletterono sul fatto che gli abitanti di un mondo come quello di Watchmen, in cui le figure dei supereroi appartenevano, in pratica, alla loro vita quotidiana, «probabilmente non sarebbero stati minimamente interessati a fumetti di supereroi». Si sarebbero così sviluppati altri generi principali come «l'horror, la fantascienza e la pirateria». Fu Gibbons a suggerire il tema piratesco, trovando immediatamente l'assenso di Moore che si definiva «un grande fan di Bertolt Brecht»: I Racconti del Vascello Nero alludono infatti al brano Die Seeräuber-Jenny ("Jenny dei pirati") tratta da L'Opera da tre soldi di Brecht. Moore riteneva inoltre che «il simbolismo del genere piratesco [fosse] così ricco e cupo che avrebbe costituito il contrappunto perfetto all'ambientazione contemporanea di Watchmen». Nella finzione narrativa, i disegni de I Racconti del Vascello Nero sono attribuiti a Joe Orlando.
Questo racconto vuole fungere da commento e da metafora della trama principale stessa. Moore ha infatti dichiarato che I Racconti del Vascello Nero finisce col descrivere «la storia di Adrian Veidt», che nella scena finale afferma di avere un incubo ricorrente che assomiglia proprio a una scena del racconto. Richard Reynold ha evidenziato che, come Veidt, il naufrago «spera di prevenire il disastro usando i corpi dei suoi ex compagni come mezzo per raggiungere il suo scopo». L'inesorabile avvicinarsi della nave nera, dispensatrice di morte, simboleggia inoltre la guerra atomica che incombe sul mondo di Watchmen; è interpretabile come un'allegoria di «Rorschach e [della] sua cattura; si riferisce all'auto-esilio del Dottor Manhattan su Marte; in pratica, può essere usato come chiave di lettura di tutte le varie parti della storia».

## Tematiche trattate e analisi
La premessa iniziale della serie era esaminare come si sarebbero inseriti i supereroi in un "mondo credibile e realistico" e, con l'aumentare della complessità della storia, il tema si spostò sull'«idea di potere e sulla manifestazione del superumano nel mondo reale». Il titolo è un riferimento alla massima latina di Giovenale «Quis custodiet ipsos custodes?» che in inglese si traduce in Who watches the watchmen?, "Chi controlla i sorveglianti?". La serie esplora infatti la percezione della figura dell'autorità da parte dell'opinione pubblica: prima del decreto Keene, quando l'autorità degli avventurieri in costume è istituzionale, essi sono generalmente apprezzati e sostenuti, dopo divengono invece oggetto di aspre battaglie mediatiche, non appena vengono sollevate vaghe questioni di responsabilità e colpevolezza. Moore non era a conoscenza dell'origine della frase fino a quando Harlan Ellison non lo informò della satira latina, che trovò perfetta «per il contesto di Watchmen». I vigilanti in costume costituiscono infatti un ammonimento dell'autore nell'affidarsi acriticamente alle scelte che altri compiono per noi, un «deporre le responsabilità per le proprie vite e per il futuro» affidandole a individui che dovrebbero "proteggerci", ma che come Adrian Veidt «potrebbero distruggere la Terra nel processo».

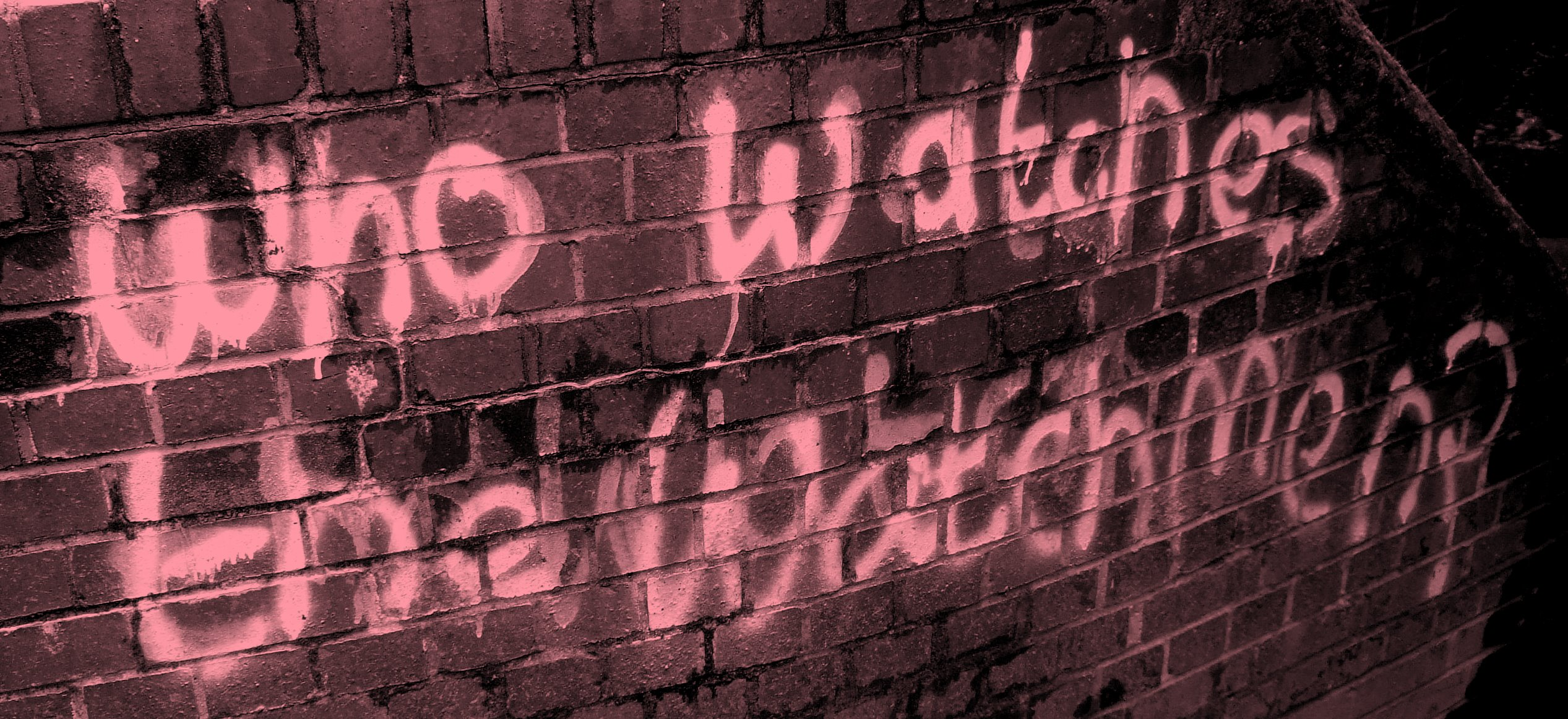
Graffito simile a quello che appare in Watchmen. Hemel Hempstead, maggio 2008.

In Watchmen Moore mostra un lato del supereroe più stridente rispetto alla nozione classica, fatto che ha spinto Bradford Wright a descrivere l'opera come «il necrologio di Moore al concetto degli eroi in generale e dei supereroi in particolare». Iain Thomson ha scritto nel suo saggio Deconstructing the Hero che Watchmen segna il punto in cui il fumetto "divenne maturo", «strutturando i suoi eroi esattamente in modo da decostruire l'idea stessa di eroe e incoraggiarci a riflettere sul suo significato da diversi punti di vista». In effetti quasi tutti i supereroi della storia condividono una visione nichilistica, che fa cadere anche «l'ultima motivazione dei presunti eroi» e cioè la speranza tramite le loro azioni di vivere per sempre nel ricordo della gente. In assenza di veri supercattivi all'interno della storia, i supereroi di Watchmen sono costretti a vedersela con «questioni sociali e morali più intangibili», decontestualizzando la figura dell'eroe dai canoni di genere.
Queste idee sono evidenti anche in ciò che Gregory J. Golda definisce "anti-venerazione", espressa nella storia attraverso supereroi in tutto e per tutto appartenenti al periodo della Golden Age dei fumetti degli anni quaranta, ma inseriti nel contesto storico degli anni ottanta così da darne un'immagine di «malfermi, eccentrici e inetti veterani». La storia trasmette «una sensazione di futilità e di disprezzo di sé per rimanere aggrappati a paradigmi obsoleti in un mondo che è diventato più complesso di quello che un singolo individuo può maneggiare» e in cui «gli eroi non possono fare niente se non sentirsi inadeguati». In ultima analisi la presenza degli eroi nella serie vuole far insorgere il dubbio se in un mondo postmoderno «il tempo degli eroi sia [ormai] passato» e se l'umanità «non stia effettivamente meglio senza».
Geoff Klock rigettò l'apparente decostruttivismo del fumetto, preferendo considerare Watchmen una «narrativa supereroistica rivoluzionaria» e, insieme a Il ritorno del Cavaliere Oscuro di Frank Miller, «la prima istanza... di [un] nuovo tipo di fumetto... una prima fase di sviluppo, la transizione del supereroe dal fantasy alla letteratura». Col realismo impresso nella storia da Moore e l'esposizione di «motivazioni ed emozioni credibili, come la paura e la bramosia, e di come queste influiscono nelle decisioni dei personaggi», Watchmen si poneva in contrasto con le convenzioni del panorama supereroistico del tempo e «costringeva i lettori a rivalutare — riconsiderare — ogni supereroe alla luce dello [...] stravolgimento della tradizione attuato da Moore».
L'opera, composta in piena guerra fredda, assume anche una connotazione politica, con Moore che ha dichiarato che essa non doveva intendersi come antiamericana, [bensì] anti-Reaganiana, osservando che «al momento una certa parte dell'America di Reagan [semplicemente] non è spaventata. Credono di essere invulnerabili». L'autore desiderava invece trattare il tema della Machtpolitik e dei tempi "preoccupanti" in cui viveva e «cercò deliberatamente di realizzare qualcosa che avrebbe messo le persone a disagio». La scelta di ambientare la storia in una realtà alternativa, con Nixon presidente, fu dovuta al timore che il lettori avrebbero "staccato la spina" se avesse attaccato un leader che ammiravano.
Il finale è deliberatamente ambiguo riguardo al successo del piano di lungo termine di Veidt di condurre il mondo verso un'utopia di pace. In un ultimo breve dialogo con Osterman, Veidt manifesta tutti i suoi dubbi e il suo senso di colpa ponendo la domanda: «Ho fatto la cosa giusta, vero? Alla fine ha funzionato tutto». Il Dottor Manhattan replica cripticamente: «Alla fine? Adrian, nulla finisce. Nulla ha mai fine». In un'intervista, Gibbons si è però sbilanciato rivelando il suo punto di vista:

## Pubblicazione
Watchmen venne pubblicato dalla DC Comics come miniserie a fumetti in dodici numeri, editi da settembre 1986 a ottobre 1987 a cadenza pressoché mensile. La serie incontrò tuttavia dei ritardi nella pubblicazione perché, invece di accogliere la proposta di Len Wein di commercializzare i volumi solo con sei numeri già conclusi, si spinse per ridurli a tre e, quando gli ultimi numeri richiesero ai realizzatori più di un mese ad albo per essere completati, si dovettero saltare alcune scadenze.
| N. | Titolo originale               | Traduzione italiana               | Data di copertina | Data di pubblicazione | Fonti  |
| -- | ------------------------------ | --------------------------------- | ----------------- | --------------------- | ------ |
| 1  | At Midnight, All the Agents... | A mezzanotte, tutti gli agenti... | settembre 1986    | 14 maggio 1986        | [ 52 ] |
| 2  | Absent Friends                 | Amici assenti                     | ottobre 1986      | 10 giugno 1986        | [ 53 ] |
| 3  | The Judge of All the Earth     | Il giudice di tutta la Terra      | novembre 1986     | 8 luglio 1986         | [ 54 ] |
| 4  | Watchmaker                     | L'orologiaio                      | dicembre 1986     | 12 agosto 1986        | [ 55 ] |
| 5  | Fearful Symmetry               | Paurosa simmetria                 | gennaio 1987      | 9 settembre 1986      | [ 56 ] |
| 6  | The Abyss Gazes Also           | Anche l'abisso guarda             | febbraio 1987     | 14 ottobre 1986       | [ 57 ] |
| 7  | A Brother to Dragons           | Fratello dei draghi               | marzo 1987        | 11 novembre 1986      | [ 58 ] |
| 8  | Old Ghosts                     | Antichi spettri                   | aprile 1987       | 9 dicembre 1986       | [ 59 ] |
| 9  | The Darkness of Mere Being     | La tenebra del mero essere        | maggio 1987       | 13 gennaio 1987       | [ 60 ] |
| 10 | Two Riders Were Approaching... | Due cavalieri si avvicinano       | luglio 1987       | 17 marzo 1987         | [ 61 ] |
| 11 | Look on My Works, Ye Mighty... | Guardate la mia opera, potenti... | agosto 1987       | 19 maggio 1987        | [ 62 ] |
| 12 | A Stronger Loving World        | Un mondo più forte d'amore        | ottobre 1987      | 28 luglio 1987        | [ 63 ] |

Il logo della serie

Nel settembre 1987 la serie venne raccolta in un unico volume tascabile che ebbe almeno 22 ristampe fino a settembre 2008; un'edizione venne curata anche dalla consociata Warner Books nel novembre 1987. Nel febbraio 1988 Graphitti Designs ne produsse un'edizione speciale cartonata, contenente 48 pagine di materiale extra compresa la proposta iniziale e i primi bozzetti. Il 5 ottobre 2005 negli Stati Uniti uscì Absolute Watchmen, un'edizione cartonata facente parte della serie Absolute Editions della DC Comics, per celebrare l'imminente ventesimo anniversario dalla creazione: il volume presenta una custodia protettiva e propone disegni restaurati e ricolorati da John Higgins sotto la direzione di Gibbons, inoltre include anche il materiale extra presente nell'edizione Graphitti, rendendolo disponibile al grande pubblico. Una versione digitale è stata resa disponibile all'acquisto nel Kindle Store a partire dal 2011.

### Controversia sui diritti
Non accontentandosi di un semplice contratto per un lavoro su commissione, in cui i diritti sarebbero finiti interamente nelle mani dell'editore, Moore e Gibbons fecero introdurre una clausola secondo la quale la DC Comics avrebbe detenuto i diritti dell'opera fintanto che essa fosse stata pubblicata e, quando la casa editrice non avesse impiegato il marchio per un intero anno di fila, sarebbero passati ai due autori. Per Watchmen, Moore e Gibbons ricevettero un compenso pari ad appena l'otto per cento dei guadagni della serie, che spinse in seguito Moore a commentare: «Per un po' sei abbagliato da questa pioggia di soldi in cui ti ritrovi... pensi "è magnifico, ho più soldi di quanti ne abbia mai avuti in vita mia! Che persone gentili a darci tutte queste royalty". E poi pensi, un attimo, con otto per cento di cento rimangono novantadue per cento. [...] Quello che otteniamo è una frazione». Comunque tali condizioni erano quelle prevalenti nel mercato e gli autori furono contenti di adattarsi a esse, con la DC che pagava loro una "sostanziale somma di denaro" per mantenere i diritti sull'opera. Moore aggiunse: «Fondamentalmente non sono nostri, ma se la DC opera con i personaggi nel nostro interesse potrebbero benissimo esserlo. D'altro canto, se i personaggi hanno oltrepassato la loro durata di vita e la DC non vuole farne più niente, dopo un anno sono nostri e possiamo fare con loro ciò che vogliamo, cosa che mi va benissimo».
Divergenze sulla proprietà dei diritti di Watchmen e della precedente V for Vendetta portarono infine Moore ad abbandonare la DC nel 1989. Egli riteneva infatti che la clausola sui diritti fosse priva di valore, dal momento che la DC non aveva intenzione di far uscire di produzione le due pubblicazioni. In un'intervista al New York Times del 2006: «Dissi, "Molto bene", [...] "Siete riusciti con successo a imbrogliarmi e dunque non lavorerò mai più per voi"».

### Edizioni italiane
Watchmen venne pubblicato per la prima volta in italiano come inserto della rivista Corto Maltese della Rizzoli tra il 1988 e il 1990, con una traduzione curata da Stefano Negrini. In questa edizione furono eliminati i testi complementari che si trovano al termine di ogni capitolo dell'edizione originale statunitense e vennero mantenuti i nomi inglesi dei supereroi protagonisti, con l'esclusione del Comico. Nel 1993 la stessa Rizzoli pubblicò per la prima volta l'opera in volume brossurato, mantenendo la stessa traduzione ma reintegrando le parti precedentemente eliminate. Nello stesso anno il volume guadagnò il riconoscimento di "volume meglio allestito".
Nel 1997 ne uscì una nuova versione tradotta da Gino Scatasta e pubblicata da Play Press. Il volume è stato poi ristampato sempre da Play Press nel 2002 e inserito nel 2005 nella collana di Repubblica I classici serie oro. Nel 2007 la Planeta DeAgostini ha pubblicato la Absolute Edition, tradotta da Maurizio Curtarelli, che raccoglie al suo interno anche le copertine dei dodici albi statunitensi e il materiale extra presente nell'omonima edizione originale, così come le prime bozze di Gibbons e i primi appunti di Moore sui personaggi. Questa edizione ha ricevuto il "premio delle fumetterie italiane" come miglior volume per fumetteria del 2007. Il 14 settembre 2009 Planeta DeAgostini, in collaborazione con il quotidiano sportivo Corriere dello Sport, ne ha curato una pubblicazione distribuita nelle edicole in tre parti, contenute nei primi tre volumi della collana I più grandi supereroi della terra.
Nel 2012 la Lion Comics, divisione editoriale della RW Edizioni, ha avviato una nuova edizione in dodici albi e una raccolta in volume unico Absolute del fumetto.

## Accoglienza
Fin dalla prima edizione del 1986, Watchmen divenne un grande successo commerciale e le sue vendite aiutarono la DC Comics a superare in breve tempo la concorrente Marvel Comics nel mercato dei fumetti. Il prezzo di un singolo numero venne posto a 1,50 dollari, il doppio della media del periodo, fatto che frenò parzialmente le vendite ma che fece aumentare i guadagni. Anche così alcuni capitoli entrarono nella top ten mensile dei maggiori distributori statunitensi e, secondo stime, la prima edizione in dodici numeri vendette più di un milione di copie. La serie ha goduto di continue ristampe e non è mai stata fuori commercio per più di un anno. Con l'annuncio dell'uscita dell'adattamento cinematografico e il conseguente incremento di richieste del fumetto che si credeva ciò avrebbe comportato, la DC ne fece stampare più di un milione di copie in una sola volta. L'iniziativa fu ripagata quando, poche settimane dopo, la serie scalò le classifiche di vendita di Barnes & Noble e Amazon.com e venne classificata al 60º posto nell'elenco di USA Today dei libri più venduti del 2008.
L'opera fu acclamata dal pubblico e dalla critica e venne adottato come materiale di studio in alcuni corsi universitari. Un po' per la sua maturità e un po' come operazione commerciale, Watchmen fu etichettato come romanzo a fumetti e contribuì insieme a Il ritorno del Cavaliere Oscuro di Frank Miller (1986) e a Maus di Art Spiegelman (1987) a diffondere la denominazione di graphic novel come opera artisticamente e tematicamente assimilabile alla letteratura e quindi superiore al resto dei fumetti, considerati all'epoca poco più di un genere di consumo. La critica apprezzò in particolare la sceneggiatura e la sinergia che si veniva a creare con le immagini, la complessità narrativa e le innovazioni che apportava al medium. Brent Keane del sito NinthArt.com ha definito Watchmen «un racconto complesso e multistrato, popolato da personaggi ben realizzati e collocati in un contesto che è al contempo credibile e insolito». Jay Cocks del Time notò che la serie era «per assenso comune la migliore» dell'ondata di fumetti pubblicata nel suo tempo, e la definì come «un atto d'immaginazione superlativo, che combina fantascienza, satira politica, evocazioni coscienti di fumetti del passato e audaci reinterpretazioni dei formati grafici attuali in un giallo distopico».
Tra le critiche negative, Tom Shone di Slate mise in dubbio la complessità di Watchmen così come il valore artistico dimostrato da Gibbons, Fredric Paul Smoler di The Nation la liquidò come «un'opera reazionaria [...] rivolta a un pubblico adolescenziale», mentre Joe Queenan scrisse per il New York Times che, nonostante l'opera fosse «ben scritta ed elegantemente illustrata», era un caso emblematico del tasso di violenza, spesso gratuita, che circolava nei fumetti contemporanei.
Watchmen ha ricevuto numerosi premi e riconoscimenti nel panorama del fumetto. Nel 1987 è risultato vincitore di tre Kirby Awards nelle categorie miglior nuova serie, miglior scrittore e miglior scrittore/disegnatore. Nel 1988 hanno fatto seguito sette Harvey Awards per miglior scrittore, miglior artista o disegnatore, miglior serie in corso o limitata, miglior album grafico, miglior colorista, miglior numero singolo (#9) e il premio speciale per l'eccellenza nella produzione; oltre a quattro Eisner Award per miglior scrittore, miglior scrittore/disegnatore, miglior miniserie e miglior album grafico. La ristampa Absolute Watchmen fu insignita nel 2006 di un Eisner Award nella categoria miglior raccolta formato comic book. Watchmen fu inoltre il primo e unico romanzo a fumetti che ha ricevuto un premio Hugo nella categoria altre forme, nel 1988, prima dell'introduzione di una categoria specifica dedicata alle storie grafiche nel 2009.

## Eredità culturale
A distanza di anni dalla sua uscita la critica continuò a considerare la serie favorevolmente per via della sua complessità, bontà realizzativa e attualità. Col tempo, Watchmen acquisì progressivamente un rango di classico del fumetto ed è spesso citata come una delle migliori, se non la migliore, serie a fumetti di tutti i tempi. In un sondaggio condotto nel 1999 dalla rivista Comics Buyer's Guide, Watchmen risultò la miniserie preferita degli ultimi cent'anni e lo staff di The Comics Journal lo inserì nello stesso anno al 91º posto nella lista dei migliori fumetti in lingua inglese del ventesimo secolo. Nel 2005 fu l'unico fumetto a essere inserito nella lista di Time dei cento migliori romanzi in lingua inglese dal 1923 a oggi, a fianco a grandi classici della letteratura. Lev Grossman motivò la scelta dichiarando che la storia «è raccontata con un realismo psicologico spietato, mediante una serie di trame sfuggenti e sovrapposte e meravigliose vignette cinematografiche ricche di temi ricorrenti. È una lettura al cardiopalma che spezza il cuore e fa da spartiacque nell'evoluzione di questo giovane mezzo di intrattenimento». In seguito apparve anche nella lista del Time dei dieci migliori romanzi grafici, dove Grossman lo definì «il miglior fumetto supereroistico mai scritto e disegnato», e al tredicesimo posto nella classifica di Entertainment Weekly del 2007 dei migliori cento romanzi pubblicati negli ultimi 25 anni.
Nonostante qualche voce contraria, come Lydia Millet del Wall Street Journal che giudicò l'opera sopravvalutata e il suo successo sproporzionato rispetto agli effettivi meriti artistici, la maggior parte dei critici è d'accordo nel considerare Watchmen un capolavoro e un punto di svolta nella storia del fumetto. Nel suo libro Art of the Comic Book: An Aesthetic History, Robert Harvey afferma che con Watchmen Moore e Gibbons «dimostrarono come mai prima di allora la capacità del medium di raccontare una storia sofisticata che poteva essere strutturata solo in forma di fumetto». A proposito dell'impatto dell'opera Donald D. Markstein ha commentato: «Ciò che fecero Il falcone maltese per il giallo e Il cavaliere della valle solitaria per il western, Watchmen l'ha fatto per i supereroi. Ha fatto un passo oltre le proprie origini in quella che fino ad allora era considerata una forma narrativa di secondo piano e ha dato a tutti una ricca esperienza di lettura, che si parli di appassionati del genere o meno». Altri recensori hanno indicato Watchmen come «il Quarto potere dei fumetti»: così come il film infatti «fu il padre del cinema moderno, così le tecniche di Watchmen si possono vedere in dozzine di fumetti in vendita oggi».
L'influenza di Watchmen è riscontrabile in molte opere che lo seguirono. Nella sua recensione alla Absolute Edition, Dave Itzkoff del New York Times scrisse che «Watchmen ha un'eredità che Moore quasi sicuramente non aveva previsto, il cui DNA è impresso nelle tinte sempre più nere e nelle trame sempre più tetre che sono diventati gli elementi essenziali del fumetto supereroistico contemporaneo, un campo da cui hanno largamente attinto gli scrittori e i disegnatori che condividono la sua fascinazione per la brutalità ma non il suo interesse per le sue conseguenze, la sua foga di abbattere i vecchi confini ma non la sua spinta a trovarne di nuovi». Moore stesso ha espresso il suo sgomento per il fatto che «il fumetto di supereroi postmoderno, crudo e decostruzionista, incarnato da Watchmen [...] sia diventato un genere» e che molti autori usarono l'opera per validare le loro «storie cupe, pessimistiche, spregevoli e violente».
(Alan Moore in un'intervista a Wired)
Stan Lee lo ha definito «il mio fumetto preferito fuori dalla Marvel. È una storia assolutamente unica. Ha una caratterizzazione stupenda, disegni magnifici e c'è un colpo di scena a ogni pagina». Tra gli autori che hanno riconosciuto Watchmen come importante fonte d'ispirazione per le loro opere figurano Neil Gaiman, Joss Whedon, Darren Aronofsky e Richard Kelly. Damon Lindelof, co-creatore della serie televisiva Lost, considera Watchmen «la più grande opera narrativa mai prodotta» e la sua influenza sembra evidente nel modo in cui in Lost la narrazione procede per flashback analogamente a come nel fumetto viene progressivamente rivelato il passato dei diversi protagonisti con il progredire della storia.
L'opera è stata omaggiata dalla Disney e dalla Pixar nel film del 2004 Gli Incredibili, in cui una famiglia di supereroi è costretta a ritirarsi dalla lotta al crimine e a vivere una vita ordinaria, e nella puntata Mariti e coltelli de I Simpson. Il 19º episodio della serie televisiva Heroes, 0,07%, presenta una trama molto simile al piano di Ozymandias di distruggere New York per riunire il mondo, così come un'eco del decreto Keene sembra essere presente nel crossover della Marvel Civil War, in cui i supereroi devono scegliere se appoggiare o meno l'Atto di registrazione dei superumani, che consentirebbe al governo statunitense di conoscere l'identità segreta degli uomini dotati di superpoteri e di dichiarare fuorilegge chi non intende registrarsi. Diverse somiglianze con Watchmen sono presenti anche in una delle cosiddette "trilogie ortolaniane" della serie Rat-Man del fumettista italiano Leo Ortolani; protagonista dei tre racconti intitolati Il ritorno!, La squadra segreta! e L'ultimo segreto è un gruppo di eroi chiamato appunto Squadra Segreta la cui storia si rifà a quella degli Acchiappa-Crimini, come ha dichiarato lo stesso autore che ha definito questa trilogia di racconti "il Watchmen dei poveri". Il quarto numero della serie a fumetti The Multiversity dello scrittore scozzese Grant Morrison riprende nello stile e nella trama Watchmen: la storia vede infatti protagonisti i personaggi della Charlton Comics dai quali sono ispirati i vigilanti di Moore e Gibbons e si presenta come un giallo con dei simboli ricorrenti.
Il lettering di Watchmen insieme a quello de Il ritorno del Cavaliere Oscuro ispirò il designer Vincent Connare nella creazione del font Comic Sans. Nel 2009 Brain Scan Studios pubblicò Watchmensch, un fumetto scritto da Rich Johnston e illustrato da Simon Rohrmüller che parodiava la serie e l'industria del fumetto in generale.

## Opere derivate

### Cinema
Fin dal 1986 si sono succeduti numerosi tentativi di realizzare un adattamento cinematografico di Watchmen. Nel corso degli anni i diritti per un film sono passati dalle mani di 20th Century Fox, Warner Bros., Universal Studios, Revolution Studios e Paramount Pictures e al progetto sono stati accostati registi come Terry Gilliam, David Hayter, Darren Aronofsky e Paul Greengrass. Infine nell'ottobre 2005 i diritti tornarono alla 20th Century Fox, che ingaggiò Zack Snyder alla regia e Alex Tse per scrivere la sceneggiatura. Il film uscì nelle sale nordamericane il 6 marzo 2009. Tra gli attori principali figurano Patrick Wilson, Malin Åkerman, Jackie Earle Haley, Billy Crudup, Matthew Goode e Jeffrey Dean Morgan.
Moore si è opposto sin dall'inizio alla realizzazione del film dichiarando che «rifiuta di vedere il suo nome accostato a qualsiasi film ispirato ai suoi fumetti» e che non lo avrebbe visto anche nel caso fosse stato comunque realizzato; Gibbons, al contrario, ha collaborato con Snyder alla lavorazione.

### Miniserie televisiva
Nel 2019 è uscita la miniserie televisiva ideata da Damon Lindelof e prodotta da HBO. Tra gli attori figurano Regina King, Don Johnson, Tim Blake Nelson nel ruolo di un nuovo personaggio chiamato Looking Glass, Louis Gossett Jr., Adelaide Clemens, Andrew Howard, Jeremy Irons nel ruolo di Ozymandias, Tom Mison, Frances Fisher, Jacob Ming-Trent, Yahya Abdul-Mateen II, Sara Vickers, Jean Smart, James Wolk, Hong Chau e Dustin Ingram.

### Fumetti e motion comic
Nel 2012, nonostante la contrarietà di Moore e Gibbons, la DC Comics lanciò la miniserie prequel Before Watchmen, in cui diversi artisti e team creativi scrissero le avventure dei personaggi di Watchmen prima degli avvenimenti del romanzo grafico. Nel 2017 la DC Comics, nell'ambito del progetto editoriale Rinascita, ha iniziato le pubblicazioni del sequel, Doomsday Clock, scritto da Geoff Johns, disegni di Gary Frank e colori di Brad Anderson. Tra il 2020 e il 2021 fu prodotta la miniserie Rorschach, un ulteriore seguito che si svolge 35 anni dopo gli eventi di Watchmen e ignora completamente gli eventi di Doomsday Clock. Scritta da Tom King, disegnata da Jorge Fornés e pubblicata dalla DC Comics sotto il marchio DC Black Label, la miniserie si pone sia come un sequel del fumetto, sia come un sequel della miniserie tv della HBO, della quale cita alcuni eventi.
Nel 2009 insieme al film uscì anche il motion comic di Watchmen, un'opera della durata di quasi sei ore costituita dall'animazione, una vignetta dopo l'altra, del fumetto originale.

### Giochi e videogiochi
Nel 1987 la Mayfair Games produsse per la collana di giochi di ruolo DC Heroes due moduli base di avventura e nel 1990 uno supplementare ispirati a Watchmen. Sia i due moduli base, intitolati Who Watches the Watchmen? e Taking out the Trash, sia il modulo supplementare Watchmen Sourcebook, contenevano informazioni aggiuntive, approvate dallo stesso Moore, sull'universo e sui personaggi di Watchmen Sempre nel 1987 la Grenadier ha prodotto un set di miniature in metallo da abbinare al gioco di ruolo DC Heroes e raffigurante i personaggi principali della serie.
Un videogioco d'azione picchiaduro intitolato Watchmen: The End Is Nigh è stato sviluppato da Deadline Games sulla base della sceneggiatura di Len Wein, curatore del fumetto originale. Si tratta di un prequel al film di Watchmen e permette al giocatore di calarsi nei panni di Rorschach e del secondo Gufo Notturno nell'era degli Acchiappa-Crimini. Il gioco è stato distribuito come download digitale per Microsoft Windows, PlayStation Network e Xbox Live in due segmenti il 4 marzo e il 30 giugno 2009, successivamente riuniti e pubblicati congiuntamente il 21 luglio per Xbox 360 e PlayStation 3.

### Merchandising
Per promuovere l'uscita della serie, la DC Comics mise in commercio un set di spille, in edizione limitata, raffiguranti personaggi e immagini tratte dalla serie di Watchmen, compresa una con lo smiley macchiato di sangue indossato dal Comico e tante volte comparso nel corso della storia. La casa editrice produsse anche un orologio di Watchmen con il logo dello smiley e nel 1988 pubblicò il Watchmen Portfolio, un set di 12 stampe di alta qualità, grandi 25x38 cm, comprendenti sei copertine francesi e sei poster promozionali.
Per il 15º anniversario della serie, nel luglio 2001, la DC Direct era in procinto di produrre una linea di action figure basate su Watchmen, ma i prodotti rimasero solo prototipi e il progetto venne cancellato. Nessuno ha mai spiegato ufficialmente i motivi precisi del fallimento del progetto: la DC Comics si limitò a dichiarare, durante una conferenza stampa, che non sarebbero andati avanti senza l'approvazione dell'autore. Nel 2009 venne però commercializzata una nuova serie di modellini ispirati al film.